# 笹原正三
笹原 正三（ささはら しょうぞう、1929年（昭和4年）7月28日 - 2023年（令和5年）3月5日）は、日本の元アマチュアレスリング選手。山形県山形市出身。

## 来歴
中央大学でレスリングを始め、1956年メルボルンオリンピックで日本選手団の旗手を務め、レスリング競技（フリースタイル・フェザー級）で金メダルを獲得、得意技は「またさき」であった。東京オリンピックではフリースタイルのコーチを務めた。
国際レスリング連盟副会長、JOC副会長、1995年夏季ユニバーシアード団長、シドニーオリンピック日本選手団副団長などを歴任し、1989年から2003年まで日本レスリング協会会長に就いた。2006年には国際レスリング連盟殿堂に表彰された。
日本オリンピアンズ協会の副会長も務めている。
レスリング以外での事跡としては1980年にバウンドテニスを考案し、翌年日本バウンドテニス協会を設立、初代理事長に就任した（1989年に会長）。
2018年10月、笹原の母校の山形市立商業高等学校にメルボルンオリンピックの金メダルが寄贈された。このときの報道では、約4年前に脳梗塞を発症して歩行や会話が困難になっていることも明らかにされた。
2023年3月5日0時11分、死去した。93歳没。

## 戦歴
- 1953年 -  全日本選手権：優勝
- 1954年
  - 世界選手権東京大会：優勝
  - 全日本選手権：優勝
- 1955年 -  ワルシャワ国際大会優勝
- 1956年
  - ワールドカップ：優勝
  - 全日本選手権：優勝
  - メルボルンオリンピック：優勝

## 賞（章）歴
- 1956年 -  日本スポーツ賞
- 1993年 - 紫綬褒章
- 1995年 - オリンピックオーダー銀章